# Tumwater

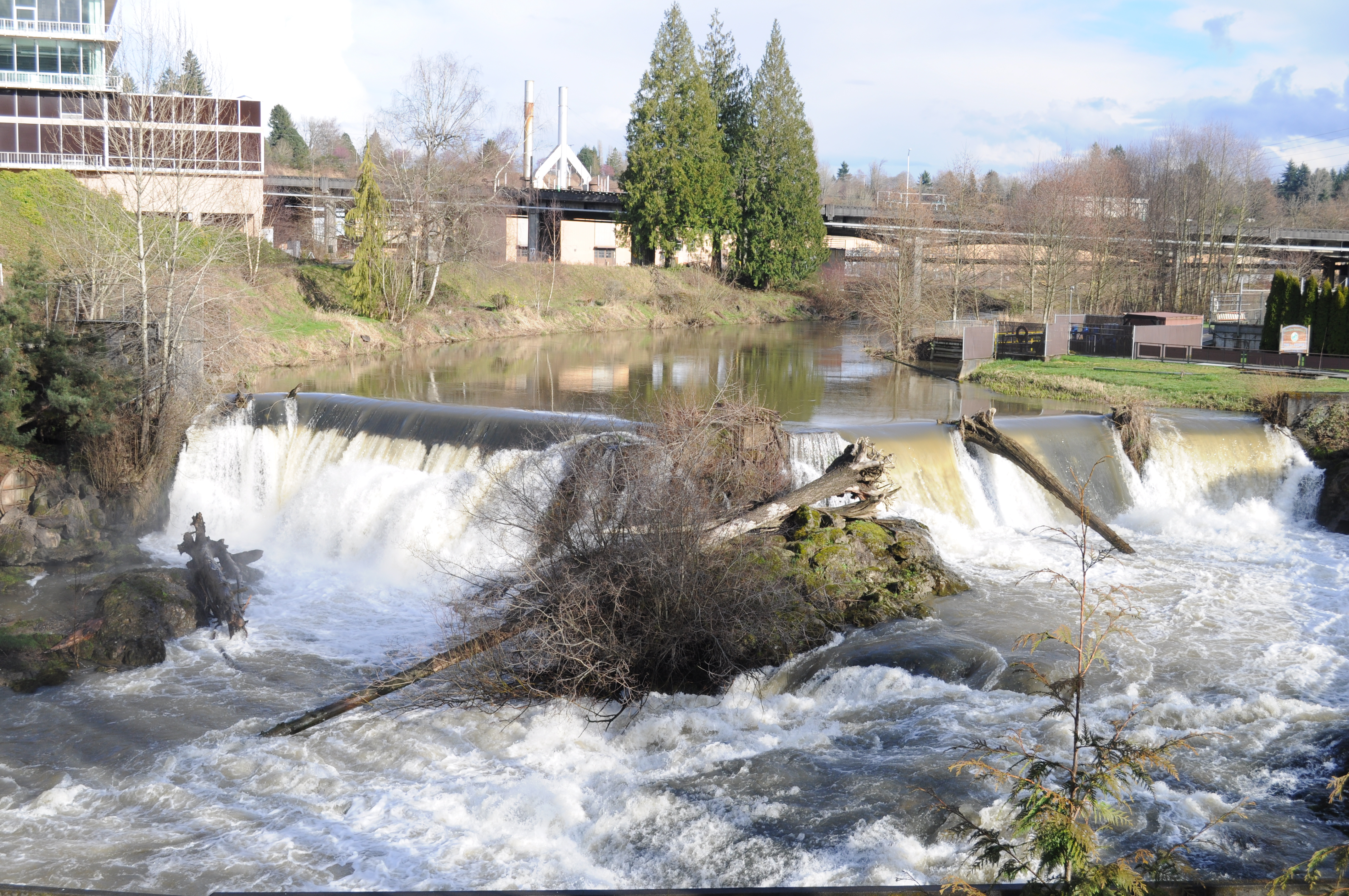
Pohled na vodopády z břehu naproti bývalému pivovaru.

Tumwater je město v okrese Thurston v americkém státě Washington. Leží nedaleko ústí řeky Deschutes do Buddovy zátoky, nejjižnějšího bodu Pugetova zálivu. V roce 2020 žilo ve městě 25 350 obyvatel.

## Historie
Město bylo založeno nedaleko vodopádů na řece Deschutes, jižně od Pugetova zálivu, v roce 1846 jako New Market skupinou osadníků vedenou Michaelem Simmonsem a Georgem Bushem. Jednalo se o první americké osídlení v oblasti Pugetova zálivu. Osadníci zde viděli energetický potenciál zdejších vodopádů, lehký přístup k obchodování prostřednictvím Buddovy zátoky a velké otevřené prérie pro pastvu dobytka.
Hlavním důvodem, proč se tato skupina vydala na sever od řeky Columbie, za hranice teritoria Oregon, byl oregonský zákon. Ten totiž zakazoval jakékoli americké osídlení v teritoriu někým, kdo nebyl běloch, aby bylo zabráněno problémům s otroctvím. Bush, který byl mulat, tedy nemohl v teritoriu vlastnit půdu, a tak se se skupinou vydal na sever. Později, když se k tomuto teritoriu připojilo i území dnešního státu Washington, sepsali bílí osadníci petici americkému Kongresu, aby bylo Bushovi povoleno vlastnit půdu, a tak se také stalo.
Později bylo jméno města změněno na Tumwater, název, který pochází z pidžinového jazyka Chinook Jargon. Původem tohoto slova je sousloví tumtum chuck, které v tomto jazyce znamená vodopády nebo peřeje. Přestože bylo město opravdu brzy založeno, začlenění se dočkalo až v listopadu 1875.
Po mnohá léta bylo město známo regionálně jako domov pivovaru Olympia Brewing Company. Ten začal vyrábět pivo roku 1896 v budově na břehu řeky Deschutes a pokračoval ve své činnosti až do doby prohibice. Poté, co skončila, nový pivovar byl postaven jen kousek proti proudu řeky od původního. Později jej zakoupila společnost SABMiller a pivovar fungoval až do roku 2003.

## Geografie
Město má rozlohu 26,1 km², z čehož 1 % tvoří vodní plocha. Sousedí s hlavním městem Washingtonu, Olympií.

## Demografie
Podle důchodu na hlavu se jedná o 89. nejbohatší obec ve státě Washington.
Ze 17 371 obyvatel, kteří zde žili roku 2010, tvořili 85 % běloši, 5 % Asiaté a 2 % Afroameričané. 6 % obyvatelstva bylo hispánského původu.
Zdejší školní obvod provozuje dvě střední školy a několik základních škol. Ministerstvo náprav státu Washington má své sídlo v Tumwateru.